# Amastigoto
Amastigotos são células arredondadas de protozoários sem flagelo, em especial da Leishmania. Os amastigotos contém duas concentrações de DNA no núcleo e uma mitocôndria modificada, o cinetoplasto que é característico deste grupo de flagelados, uma flagelo rudimentar ocupa um recuo da superfície..

## Ciclo daLeishmania
O ciclo de vida da Leishmania envolve duas formas: o promastigoto, que se desenvolve e vive extracelularmente no mosquito-vetor (mosquito-pólvora) e o amastigoto, que se multiplica intracelularmente nos macrófagos hospedeiros.